# Мир юрского периода: Господство (пролог)
Пятиминутный пролог к фильму «Мир юрского периода: Господство» вышел в 2021 году, сначала в качестве эксклюзивного превью IMAX, а затем в виде короткометражного фильма. Это второй короткометражный фильм во франшизе «Парк юрского периода», после фильма «Битва у Биг-Рок». В прологе присутствует доисторический сегмент, действие которого происходит в Меловом периоде, в нём показаны различные динозавры в их естественной среде обитания. Сцена была снята на острове Сокотра, части Йемен. В прологе также присутствует сцена в современном мире — она снята в Англии, её действие происходит в Калифорнии — в ней Рекси терроризирует автокинотеатр, уклоняясь от захвата.
Пролог дебютировал в июне 2021 года в качестве рекламного превью на IMAX-показами фильма «Форсаж 9». Режиссёр Колин Треворроу снял пролог, чтобы он стал первыми пятью минутами фильма, прежде чем вырезать его из окончательной версии фильма из-за нехватки времени. Пролог был опубликован в Интернете 23 ноября 2021 года для продвижения основного фильма. Пролог был восстановлен в расширенной версии фильма.

## Сюжет
В прологе представлен доисторический сегмент, действие которого происходит 65 миллионов лет назад во время Мелового периода. Он знакомит с несколькими новыми животными в серии фильмов «Парк юрского периода» и изображает их в их естественной среде обитания: дредноуты, проходящие через озеро и вокруг него, кетцалькоатли и птеранодоны, копающиеся на трупах и ныряющие в реку, анкилозавр пьёт на водопое, овираптор крадёт яйца в пещере, стадо насутоцератопсов переправляются через реку и морос и гиганотозавр в симбиозе.
Доисторический сегмент заканчивается битвой между гиганотозавром и частично пернатым тираннозавром. Близлежащий игуанодон убегает, и два хищника сражаются друг с другом, и гиганотозавр убивает тираннозавра. Комар высасывает кровь тираннозавра, устанавливая предпосылку франшизы, в которой древняя ДНК извлекается из янтарных комаров для воссоздания динозавров.
Пролог переходит в северную Калифорнию в течение наших дней, где Рекси преследуют рейнджеры на вертолёте, принадлежащем Службе охраны рыбных ресурсов и диких животных США, после её побега в конце второго фильма. Убегая, она входит в автокинотеатр и устраивает хаос, уклоняясь от вертолёта. Рейнджер пытается усыпить Рекси, но она сбегает в близлежащий лес.

## Производство
Как и основной фильм, пролог был снят Колином Треворроу, сценарий он написал совместно с Эмили Кармайкл, музыку написал Майкл Джаккино.
Доисторический сегмент был снят экипажем второго подразделения полностью на острове Сокотра, место, которым Треворроу интересовался в течение некоторого времени. Ему понравилась уникальная растительная жизнь острова, и он сказал: «Идея о том, что мы можем поместить самых старых известных животных в место, которое кажется самой старой частью планеты, была для меня увлекательной». Раскадровки создал Глено Макинтош, который работал над предыдущими фильмами «Мир юрского периода» через Industrial Light & Magic (ILM). Хотя Макинтош покинул ILM, Треворроу хотел, чтобы он был вовлечён в сцену, которую они разработали вместе. В фильмах франшизы «Парк юрского периода» никогда не были показаны динозавры в доисторические времена, то, что Треворроу хотел увидеть на экране с детства.
В доисторическом сегменте динозавры мирно сосуществуют. Треворроу сказал: «Мы привносим нашу человечность и инстинкты в динозавров, потому что у нас обычно есть игрушки-динозавры, которые идут „раааауу“. Мы просто заставляем их драться, это мы. На самом деле, некоторые динозавры являются хищниками, но если есть общий источник воды, они все придут к этому озеру и будут пить вместе». Битва между гиганотозавром и тираннозавром, особенно её короткая длительность, была основана на видео о природе с современными животными.
Динозавры были созданы с помощью CGI, которая была обработана ILM. Треворроу было сложно создать доисторический сегмент «таким образом, чтобы он чувствовал себя тактильным, живым и настоящим, а не просто как куча компьютеров, рендерирующихся так быстро, как они могут». Объясняя уровень детализации животных, он сказал: «Мы узнаём много об освещении, каждый раз, когда мы это делаем, и о том, как мы создали среду, которая позволила нам осветить динозавров в очень тёплом, насыщенном, янтарном тоне, который просто позволил свету начаться от всего»
Палеонтологи Джек Хорнер и Стив Брусатти выступили консультантами для научной точности. В предыдущих фильмах были показаны некоторые динозавры с неточными или устаревшими изображениями, и Треворроу выразил волнение по поводу пролога, потому что он дал шанс «впервые увидеть этих динозавров в их палеонтологически правильной форме». В более ранних фильмах были изображены генетически модифицированные динозавры, чьи геномы были дополнены ДНК лягушки, что объясняет любые неточности в их внешнем виде и поведении. Пролог ввёл пернатых динозавров в серию фильмов, включая Moros intrepidus, небольшого представителя семейства тираннозавров, который был описан в 2019 году.
Сцена в автокинотеатре была снята в течение трёх дней в марте 2020 года, в Хоули Коммон и Минли Вудс в Англии. Съёмки на вертолете состоялись в последнюю ночь съёмок. Современный тираннозавр» — тот же, что фигурировал в предыдущих фильмах «Мир юрского периода» и в оригинальном «Парке юрского периода», и является клоном доисторического тираннозавра. Треворроу сказал, что «это история происхождения, как мы могли бы сделать это в супергеройском фильме. Тираннозавр для меня супергерой». Доисторический сегмент устанавливает сегодняшнее соперничество в основном  фильме между клонированным гиганотозавром и тираннозавром. Треворроу не хотел, чтобы дети были «травмированы» смертью тираннозавра во время доисторического сегмента, поэтому он решил немедленно перейти к сегменту, чтобы показать, что животное всё ещё живо как клон.

## Выход
Пролог изначально должен был послужить первыми 5 минутами «Мира юрского периода: Господство», и первоначально вышел в качестве пятиминутного превью фильма. Пролог был показан на IMAX-показах фильма «Форсаж 9», дебютировав с фильмом 25 июня 2021 года в США. Пролог был показан в более чем 40 странах, в некоторых из которых он дебютировал раньше, чем в США. Показ пролога с «Форсажем 9», вместо выпуска его в Интернете, был сделан в попытке привлечь клиентов обратно в кинотеатры в условиях пандемии COVID-19. Пролог в IMAX-показах включал дополнительные сцены в своей концовке, действие которых происходит в настоящее время. Среди них был галлимим, бегущий по окрестностям, и мозазавр, нападающий на лодку для ловли крабов. Другая сцена состояла из альтернативного ракурса из короткометражного фильма «Битва у Биг-Рок», в котором изображён кемперван, перевернутый аллозавром.
Поскольку основной фильм все еще был в постпроизводстве в июне 2021 года, Треворроу сказал, что не уверен, попадет ли пролог фильма в окончательный вариант. Он был исключён из основного фильма из-за нехватки времени, хотя Треворроу всё ещё считал его полезным с точки зрения повествования и хотел, чтобы он получил широкий релиз. Пролог был выпущен онлайн 23 ноября 2021 года в виде отдельного короткометражного фильма для продвижения основного фильма. Треворроу сказал, что Universal «полностью не согласилась экспериментировать с обменом пятью минутами готового фильма в качестве „пролога“ за шесть месяцев вперёд». Пролог был восстановлен в расширенной версии, выпущенной 16 августа 2022 года на 4K Ultra HD, Blu-ray и DVD.

## Отзывы критиков
Райан Скотт из /Film похвалил CGI и написал, что это «может быть одни из самых впечатляющих работ по визуальным эффектам, которые ещё не были выполнены с аниматроникой ни в одном фильме франшизы». Стив Вайнтрауб из Collider также похвалил CGI и внимание к деталям динозавров. Хотя Саймон Галлахер из Screen Rant был впечатлёг CGI, он сказал, что пролог пытался и не смог восстановить «магию» оригинального фильма «Парк юрского периода».
Некоторые зрители были разочарованы включением устаревших теорий о динозаврах, таких как овираптор, изображаемый как пожиратель яиц. Другая критика была направлена на научные неточности в прологе с определенными животными, появляющимися в неправильные периоды времени или в неправильных местах, так как действие фильма происходит во время последнего мела, непосредственно перед мел-палеогеновым вымиранием. Битва между гиганотозавром и тираннозавром была одним из таких примеров, так как она не могла произойти в реальной жизни, поскольку два животного жили на разных континентах и существовали на расстоянии миллионов лет друг от друга. Научный писатель Райли Блэк из Slate был встревожен уровнем критики и отметил, что существуют различные интерпретации вымерших животных, написав: «За всё, что мы узнали о динозаврах, мы всё ещё знаем очень мало». Британский палеонтолог Джо Бонсор обнаружил, что изображения динозавров в основном точны или в пределах возможностей.